# Mongala
Mongala is een in het noordwesten gelegen provincie van de Democratische Republiek Congo. Het gebied is ruim 28.000 km² groot en telde eind 2005 naar schatting 1,8 miljoen inwoners. De hoofdstad van het district Mongala is Lisala.

## Geschiedenis
Tijdens de koloniale periode was Moyen-Congo in 1912 een van de districten van Belgisch-Kongo. Later ging het district op in de Evenaarsprovincie om na de onafhankelijkheid in 1960 een aparte provincie te worden. Bij de bestuurlijke herindeling van 1 juli 1966 werd Mongala (wederom) een district van de grotere Evenaarsprovincie.
In de constitutie van 2005 is voorzien dat de Congolese districten, waaronder Mongale, worden gepromoveerd tot provincie. 
De beoogde ingangsdatum was februari 2009, een datum die ruim werd overschreden. De herindeling ging uiteindelijk pas in juni 2015 in.

## Grenzen
Mongala wordt begrensd door zes andere provincies van de DR Congo:
- Noord-Ubangi ten noorden
- Bas-Uele ten oosten
- Tshopo ten zuidoosten
- Tshuapa ten zuiden
- De (verkleinde) Evenaarsprovincie ten zuidwesten
- Zuid-Ubangi ten westen.

* = een stadsprovincie